# Cầu Phố Mới
Cầu Phố Mới là một cây cầu bắc qua sông Hồng tại thành phố Lào Cai, tỉnh Lào Cai, Việt Nam.
Cầu nằm cách cầu Cốc Lếu khoảng 2,5 km về phía hạ lưu, kết nối hai phường Kim Tân và Lào Cai thuộc thành phố Lào Cai.
Cầu Phố Mới có chiều dài 276 m, bề rộng mặt cầu là 10,25 m. Công trình được đưa vào sử dụng từ năm 2002.